# Lilly Truscott
Lillian "Lilly" Anne Truscott è un personaggio della serie Hannah Montana di Disney Channel. È interpretata da Emily Osment.

## Informazioni sul personaggio
Lilly è la migliore amica di Miley Stewart e Oliver Oken. Una grandissima fan di Hannah Montana, anche prima che scoprisse il segreto di Miley, Lilly ha saputo della doppia vita di Miley quando cercò di entrare nel camerino di Hannah dopo un concerto. Quando Lilly ha denominato Miley "Hannah", all'inizio i loro rapporti si raffreddarono, ma poi tornarono migliori amiche. Lilly assiste ai concerti con Hannah Montana sotto il nome di "Lola". Lola cambia spesso nome e il colore dei capelli. I cambiamenti più rilevanti sono:
- Lola LaFonda: Vestito nero punk con sfumature rosse e capelli amaranto.
- Lola Luftnaggle: Parrucca fosforescente. viola, rosa, bianca o azzurra e vestito indaco brillante.

Altre volte invece mette parrucche blu, arancioni, bianche, e rosa.
Lilly ama lo skateboard ed è ossessionata dai vestiti e dai ragazzi. Si diverte molto, andando in spiaggia, al centro commerciale, o facendo una cheerleader della scuola.
Lilly ha avuto una cotta per Jake Ryan (Cody Linley), ma convince Miley a perseguitarlo quando Lilly capisce che gradisce più Miley di lei. Inoltre ha avuto una cotta per Oliver all'asilo, ma lo nega dicendo che ha tenuto soltanto la sua mano per poter prendere i suoi pastelli.
Lilly fa una faccia molto strana quando le viene un'idea o quando deve andare in bagno. Rimane incantata, sembra quasi sia stata ipnotizzata, ma in realtà è pensierosa. I suoi genitori sono divorziati e lei vive con sua madre.
Lilly ha avuto un ragazzo di nome Lucas, che, sebbene all'inizio sembrasse perfetto, si è rivelato, invece, un traditore, tanto da provarci anche con Hannah Montana e la stessa Lilly travestita da Lola Luftnaggle. L'unica relazione di Lilly che arriva a buon fine è quella con Oliver, che nasce quando Miley è fuori città per girare un film; All'inizio decidono di non dire nulla alla loro amica, perché è un loro segreto, ma Miley lo scopre e finisce per accettare la situazione.
Lilly ha un carattere forte ed a volte da maschiaccio, infatti Miley l'aiuterà a farle capire che esiste una vera ragazza dentro Lilly e che deve solo tirarla fuori. Non sa controllarsi davanti alle celebrità e spesso mette a disagio Hannah Montana, ma non Miley, la quale sembra adorarla per questa sua caratteristica. Lilly porta le lenti a contatto, quando non le indossa ha degli occhiali orribili ed è inoltre una pessima cantante. Dice di essere innamorata di Orlando Bloom
Nella quarta stagione di Hannah Montana Lilly si trasferisce nella nuova casa degli Stewart, condividendo la stanza con Miley. Alla fine della stagione andrà a studiare a Stanford e, sebbene inizialmente Miley preferisca accettare la parte in un film piuttosto che seguire l'amica, alla fine capirà che non può rinunciare all'amicizia con Lilly e la raggiunge al college.